# 1945 en sociologie
| Années de la sociologie : 1942 - 1943 - 1944 - 1945 - 1946 - 1947 - 1948    |
| Décennies de la sociologie : 1910 - 1920 - 1930 - 1940 - 1950 - 1960 - 1970 |

Cet article présente les événements de l'année 1945 dans le domaine de la sociologie. 

## Publications

### Livres
- Raymond Aron, De l'armistice à l'insurrection nationale.
- René Le Senne, Traité de caractérologie, Paris, Presses universitaires de France.

## Naissances
- Claude Dubar